# Municipio de Karbinci
El municipio de Karbinci (en idioma macedonio: Општина Карбинци) es uno de los ochenta y cuatro municipios en los que se subdivide administrativamente Macedonia del Norte.

## Geografía
Este municipio se encuentra localizado en el territorio que abarca la región estadística del este.

## Población
La población de esta división administrativa se encuentra compuesta por un total de 4.012 personas (según las cifras que arrojaron el censo llevado a cabo en el año 2002). La superficie de este municipio abarca una extensión de territorio de unos 229,7 kilómetros cuadrados. Mientras que su densidad poblacional es de unos diecisiete habitantes por cada kilómetro cuadrado.